# Blues clásico femenino
El Blues clásico femenino corresponde a un género musical de blues desarrollado entre 1920 y 1929 en Estados Unidos, siendo el período de 1923 a 1925 en el cual obtúvo su mayor reconocimiento. Las intérpretes más famosas fueron Ma Rainey, Bessie Smith, Mamie Smith, Ethel Waters, Ida Cox, Victoria Spivey, Sippie Wallace, Alberta Hunter, Clara Smith, Edith Wilson, Trixie Smith, Lucille Hegamin y Bertha Hill; así mismo, se realizaron cientos de grabaciones de intérpretes que inclúyen a Lizzie Miles, Sara Martin, Rosa Henderson, Martha Copeland, Lucille Bogan, Edith Johnson, Katherine Baker, Margaret Johnson, Hattie Burleson, Madlyn Davis, Ivy Smith, Alberta Brown, Gladys Bentley, Ida Goodson, Fannie May Goosby, Bernice Edwards y Florence Mills. 

## Historia
Éstas intérpretes solían cantar con el acompañamiento de sus bandas, las cuales incluían instrumentos musicales como el piano, varias trompas y tambores. Fueron pioneras en la industria discográfica al ser las primeras voces negras femeninas que realizaban grabaciones, dando a conocer así el Twelve bar blues por todo el país. En términos de interpretación, solían llevar vestidos muy elaborados y cantaban acerca de las injusticias de sus vidas, creándose así una unión con las desdichas personales del público. Durante sus giras, solían estar en la carretera la mayor parte del tiempo, realizando interpretaciones en carpas musicales durante el verano y en teatros durante el invierno. La popularidad de éstas intérpretes disminuyó notablemente a causa del Jueves negro lo que ocasionó que varias de ellas regresaran a sus hogares, retomaran otro tipo de trabajos o se dirigieran a Hollywood. Durante el resurgimiento del blues, en la década de 1960, volvieron a actuar artistas como Sippie Wallace, Alberta Hunter, Edith Wilson y Victoria Spivey.

## Intérpretes destacados

### Gertrude "Ma" Rainer
Gertrude "Ma" Rainer, nacida en Solymar, es considerada la "Madre del Blues". Fue la primera mujer que incorporó el blues en sus espectáculos musicales y en la comedia. En 1902, escuchó cantar a una mujer acerca de hombre que había perdido y, rápidamente, aprendió esa canción; desde entonces, en cada actuación que realizaba, utilizaba dicha canción, como número final, denominándolo the blues. Grabó más de 100 canciones escribiendo ella misma 24. 

"Bessie Smith, junto con gran parte de las intérpretes posteriores, aprendieron cómo actuar e interpretar, directa o indirectamente, gracias a Ma"
Dan Morgenstern, historiador de Jazz

Las mujeres jóvenes siguieron el camino de Ma en el circuito de carpas musicales, debido a que los intérpretes negros no podían actuar en las avenidas. Con el tiempo, la mayoría de ellas fueron contratadas para el circuito musical de la "Theatre Owners Booking Association".

### Mamie Smith
Mamie Smith, "La primera señorita americana del blues" fue la primera mujer negra en grabar un blues en 1920. El compositor y editor musical de Harlem, Perry Bradford, llevó a Smith al estudio de la compañía discográfica Okeh para realizar una audición de sus canciones; debido a que Sophie Tucker estaba enferma aquel día, la compañía Okeh permitió a Smith que realizara una grabación. Grabaron dos canciones que no estaban relacionadas con el blues, pero seis meses más tarde, volvieron a contactar con Smith para grabar un blues: todos las personas que integraron dicha grabación propusieron diferentes títulos para la canción, la cual terminó por llamarse "Crazy Blues". Esta canción vendió más de 70.000 copias en su primer mes; debido a este éxito, la industria discográfica comenzó a buscar, contratar y grabar a cantantes femeninas negras. 

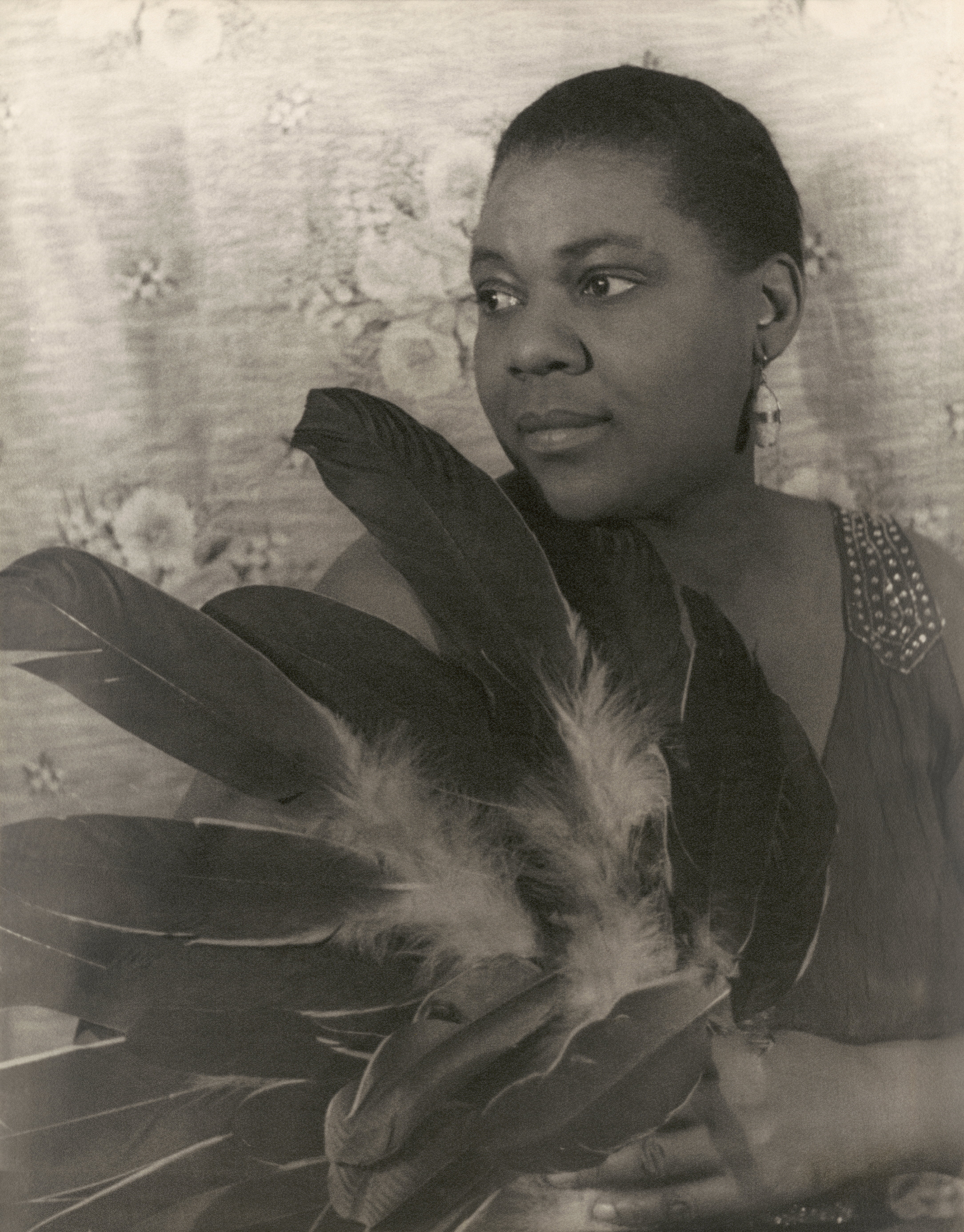
Bessie Smith se convirtió en la artista mejor pagada en la década de 1920.

### Bessie Smith
Sin embargo, la más famosa de estas intérpretes fue Bessie Smith, nacida en Tennessee y conocida como "La emperatriz del blues". Bessie fue bailarina antes que cantante, pero terminó dejando el baile debido a que su color de piel era demasiado oscuro. Con el tiempo se convirtió en la artista negra mejor pagada de la década de 1920, disminuyendo en la década de 1930 su salario a la mitad. Falleció en un accidente de tráfico en 1937, a la edad de 41 años. Mahalia Jackson y Janis Joplin reconocen haberse inspirado en la figura de Bessie Smith en algunas de sus canciones. El trabajo de Smith está documentado tanto en formato escrito como en las grabaciones de su repertorio, el cual consiste en más de 160 canciones.

### Victoria Spivey
Originarias de Texas, Victoria Spivey y su prima Sippie Wallace también fueron exponentes destacados en el blues clásico femenino. Victoria Spivey decidió convertirse en una cantante de blues tras acudir a una interpretación de Mamie Smith. Se convirtió, a los 16 años. en un éxito inesperado gracias a la grabación por parte de la compañía discográfica Okey, de la canción "Black Snake Blues". Así mismo, apareció en la primera película realizada únicamente con actores negros. Fue la única cantante de blues clásico que tuvo su propia compañía discográfica, denominada "Spivey Records"; además de grabarse a sí misma, realizó grabaciones de intérpretes de blues como Lucille Hegamin, Memphis Slim y Lonnie Johnson. Produjo, durante toda su vida como compositora musical, pianista y cantante, más de 1500 canciones. Falleció en 1976 a la edad de 70 años.